# أرتور إسكوبار إي فيغا
أرتور إسكوبار إي فيغا هو سياسي مكسيكي، ولد في 23 أبريل 1970 في مدينة مكسيكو في المكسيك. نشط حزبياً في Ecologist Green Party of Mexico ‏.

## مناصب
- انتخب عضو مجلس النواب المكسيك ‏ خلال فترته النيابية [الإنجليزية]‏ (1 سبتمبر 2018 – ).
- انتخب عضو مجلس النواب المكسيك ‏ خلال فترته النيابية [الإنجليزية]‏ (1 سبتمبر 2012 – 31 أغسطس 2015).
- انتخب عضو مجلس الشيوخ المكسيكي ‏ خلال فترته النيابية [الإنجليزية]‏ (1 سبتمبر 2006 – 31 أغسطس 2012).
- انتخب عضو مجلس النواب المكسيك ‏ عن دائرة ولاية يوكاتان خلال فترته النيابية [الإنجليزية]‏ (1 سبتمبر 2000 – 31 أغسطس 2003).